# 誠信女子大學
誠信女子大學（韩语：성신여자대학교，2018年1月後更名為誠信大学）是一所位于韩国首尔的私立女子大学，由李淑鍾創立于1936年。在20世纪60年代和70年代，誠信女子大學為一所师范学院。在20世纪80年代，誠信女子大學轉型為综合大学。現今誠信女子大學下轄10个学院和5个研究生院，學生有约12000名。

## 校友
- 金倫我：歌手（紫雨林成員）
- 具荷拉：歌手（前KARA成員）
- 韶宥：歌手（前SISTAR成員）
- 孝琳：歌手（前SISTAR成員）
- 昭燏：歌手（前Crayon Pop成員）
- 池受玟：歌手（前SONAMOO成員）
- 金韶情：演員、歌手（GFRIEND成員）
- Yuju：歌手（GFRIEND成員）
- 侑廷：歌手（前Brave Girls成員）
- Nancy：歌手（MOMOLAND成員）
- 孔升妍：演員
- 申度賢：演員、模特兒
- 李世榮：演員
- 金采媛：歌手（前APRIL成員）
- 尹彩暻：歌手（前APRIL成員）
- 李玹珠：演員、歌手（前APRIL成員）
- RIINA：歌手（H1-KEY成員）
- Choerry 歌手（本月少女 ARTMS）成員